# Caradrina wiltshirei
Caradrina wiltshirei är en fjärilsart som beskrevs av Charles Boursin 1936. Caradrina wiltshirei ingår i släktet Caradrina och familjen nattflyn. Inga underarter finns listade i Catalogue of Life.